# Mercato delle vettovaglie
Il Mercato delle vettovaglie, detto anche Mercato Centrale o Mercato Coperto, si innalza sugli scali Aurelio Saffi, lungo il Fosso Reale di Livorno.
È una delle più interessanti costruzioni livornesi della seconda metà del XIX secolo, in cui si avverte peraltro l'influenza delle grandi architetture del ferro e del vetro ottocentesche.

## Storia
In Italia, gli anni postunitari furono caratterizzati da una campagna per la riorganizzazione dei servizi che investì anche Livorno.
Qui, dopo una prima riconversione di edifici acquisiti nel patrimonio demaniale, un impegno più consistente si ebbe solo sul finire dell'Ottocento, quando, grazie alla spinta del sindaco Nicola Costella, furono realizzate importanti opere pubbliche: tra queste, la più imponente ed impegnativa risultò certamente essere il Mercato delle vettovaglie, progettato da Angiolo Badaloni.
L'area prescelta per la costruzione si inseriva in pieno centro cittadino, lungo il Fosso Reale, nell'area un tempo occupata dal complesso sistema fortificato mediceo e successivamente da un'arena per spettacoli diurni.
I lavori iniziarono nel 1889-1890 e si conclusero rapidamente nel 1894; all'epoca tuttavia non mancarono critiche legate alla vastità e al costo (circa 4 milioni di Lire) dell'opera.

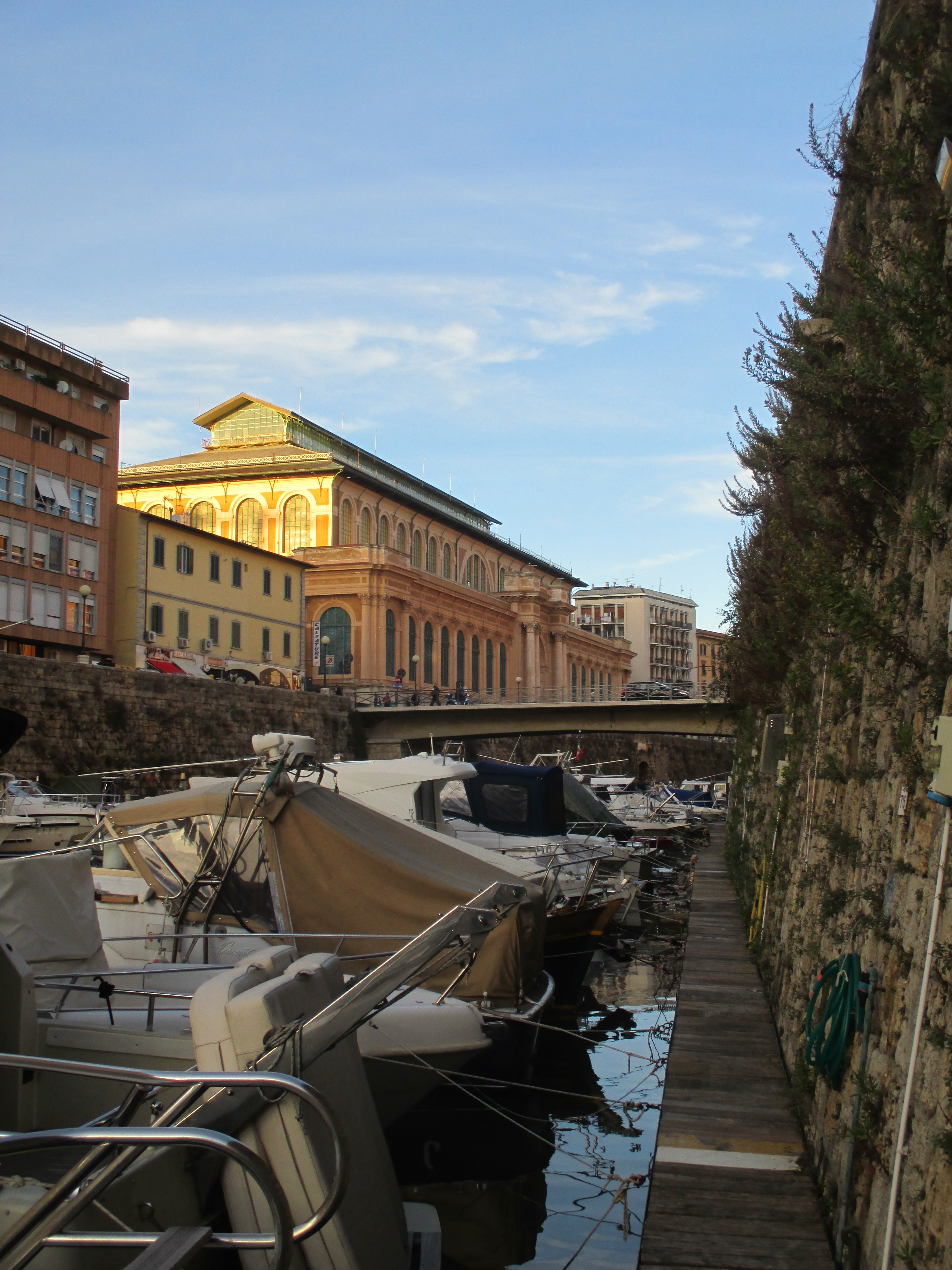
Veduta dal Fosso Reale

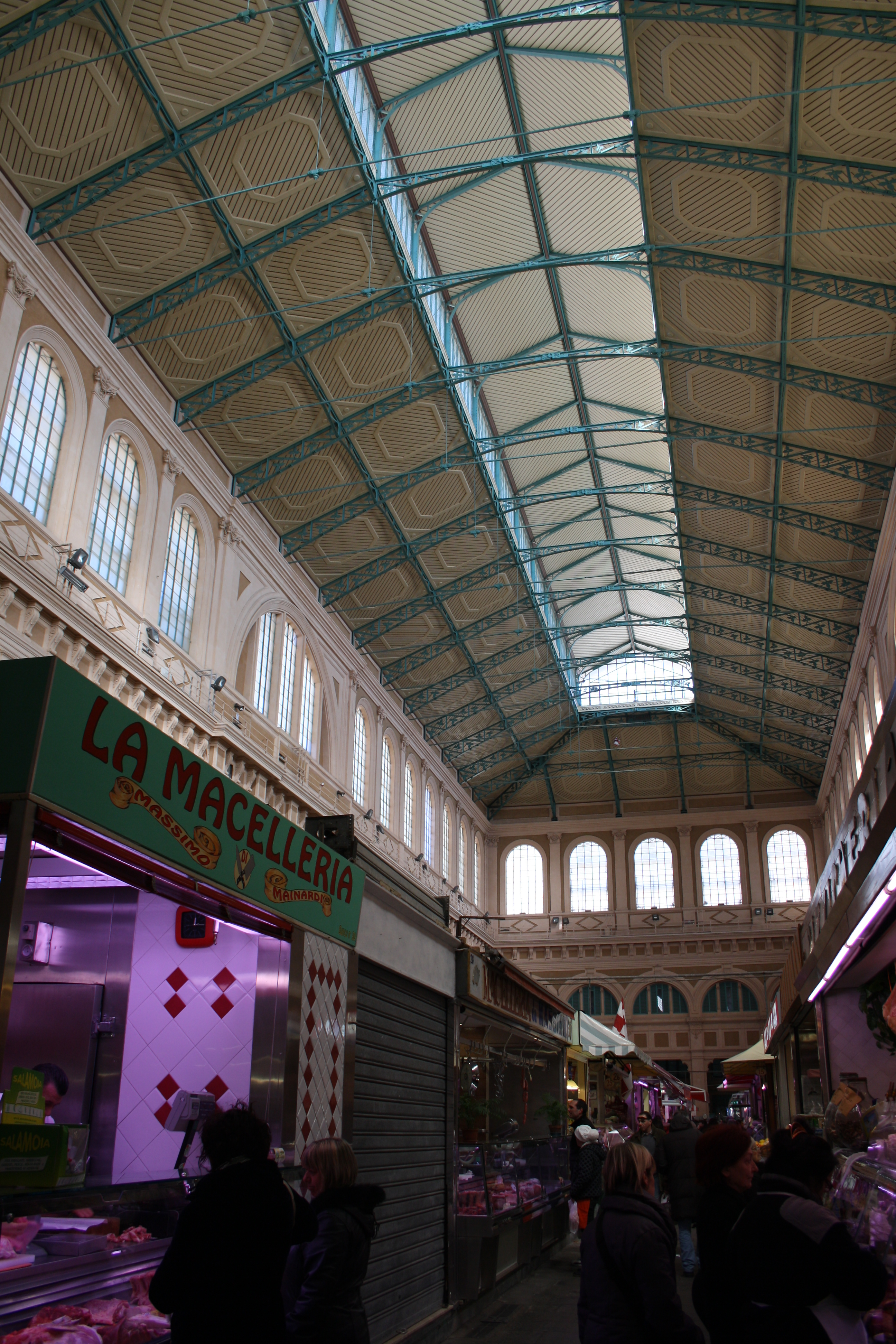
Salone principale

Giova ricordare che, secondo i racconti del pittore livornese Filippelli, intorno al 1909 il celebre Amedeo Modigliani ritornando da Parigi prese in affitto uno stanzone nei piani alti della costruzione del Mercato delle vettovaglie, angolo via Gherardo del Testa, e portandosi delle pietre si mise a fare scultura, realizzando alcune teste. Al suo ritorno in Francia, si racconta che queste opere siano state gettate nel Fosso Reale; fosso che, nel 1984, fu teatro del famoso ritrovamento di alcune teste fasulle, realizzate da alcuni giovani livornesi.

## Descrizione
La facciata principale, larga ben 95 metri, è caratterizzata da due ordini di finestroni a tutto sesto che garantiscono la massima luminosità all'edificio, mentre l'ingresso è sottolineato da quattro colonne che sostengono una marcata trabeazione.
I prospetti minori e quello posteriore invece presentano una semplificazione dell'apparato decorativo, pur riproponendo il tema delle grandi aperture finestrate.
L'interno è costituito principalmente da un ampio salone e da alcuni padiglioni minori posti sul retro, lungo la via Buontalenti.
Il salone principale, impreziosito da alcune cariatidi realizzate da Lorenzo Gori, è coperto da un leggero lucernario, eseguito dalla ditta Gambaro e ripristinato nel dopoguerra a seguito dei danni subiti durante i bombardamenti del 1943: numerose capriate metalliche, dal disegno floreale, scandiscono la tettoia posta a circa 35 metri d'altezza rispetto al suolo.
Le due vaste sale annesse furono adibite una per il pesce, lunga 45 m e larga 11,50 ove vi erano 22 banchi di marmo e 10 botteghe, e l'altra per la vendita degli ortaggi, uova e pollame con 12 botteghe.
Tutto l'edificio è circondato sopra le botteghe da locali alti 6 metri ed è arieggiato da grandi finestre con persiane.
La struttura dispone oggi di 200 banchi e di ampi magazzini interrati, con 92 cantine, comunicanti direttamente con l'antistante Fosso Reale e raccordati al piano stradale mediante comode rampe.